# إيما بليوا
إيما جين بليوا (من مواليد 8 سبتمبر 1990) هي لاعبة كرة قدم تلعب مع منتخب ويلز الوطني وويمبلدون. تلعب بليوا جناح أو مهاجم.

## مسيرة النادي
كانت بليوا عضوًا أساسيًا في فريق كلية (فيلتون) التابع لأكاديمية بريستول والذي فازت معه بثلاثة ألقاب وطنية في 2008-2009. سجلت هدفًا في أول ظهور لها مع فريق الأكاديمية الأول في نوفمبر 2008 في تعادل 2–2 أمام بلاكبيرن روفرز.
لعبت بليوا لصالح فريق جامعة لي في عام 2009، لكنها عاد إلى أكاديمية بريستول وأنهت موسم 2009-10. وقعت مع تشيلسي في صيف 2010، سجلت بليوا هدفها الأول لتشيلسي في الفوز 4-1 على دونكاستر روفرز بيلز في أبريل 2011. وقعت مع توتنهام هوتسبر للسيدات في خريف 2011.
بعد فترة من الابتعاد عن كرة القدم، وقعت بليوا عقدًا جزئي مع كرولي وابس في عام 2018. حصلت على لقب أفضل لاعبة في الجولة الأولى في كأس الاتحاد الإنجليزي للسيدات في ديسمبر 2018.
وقعت بليوا مع نادي AFC Wimbledon في يوليو 2022.

## المسيرة الدولية
شاركت بليوا في سبع مباريات دولية وسجلت خمسة أهداف لصالح منتخب ويلز تحت 19 سنة. ظهرت لأول مرة في المباراة الودية التي خسروها 2-1 أمام منتخب فنلندا في نوفمبر 2008.

## روابط خارجية
- Emma Plewa في الاتحاد الأوروبي لكرة القدم
- Emma Plewa في اتحاد ويلز لكرة القدم (FAW)
- Emma Plewa في نادي ليويس